# Kanoistika na Letních olympijských hrách 1972 – K1 slalom ženy
Závod ve vodním slalomu K1 žen na Letních olympijských hrách 1972 se konal na kanále v Augsburgu dne 30. srpna 1972. Z československých závodnic se jej zúčastnily Bohumila Kapplová (8. místo), Růžena Novotná (22. místo) a Ludmila Polesná (16. místo), zlatou medaili získala Východoněmka Angelika Bahmannová.

## Výsledky
| Pořadí           | Jméno                                | 1. jízda | Pen. | 2. jízda | Pen. | Nejlepší |
| ---------------- | ------------------------------------ | -------- | ---- | -------- | ---- | -------- |
| Zlatá medaile    | Angelika Bahmannová (GDR)            | 413,07   | 80   | 364,50   | 60   | 364,50   |
| Stříbrná medaile | Gisela Grothausová (FRG)             | 521,10   | 170  | 398,15   | 60   | 398,15   |
| Bronzová medaile | Magdalena Wunderlichová (FRG)        | 400,50   | 60   | 515,40   | 140  | 400,50   |
| 4.               | Maria Ćwiertniewiczová (POL)         | 450,64   | 100  | 432,30   | 90   | 432,30   |
| 5.               | Kunegunda Godawská-Olchawaová (POL)  | 473,26   | 90   | 441,05   | 60   | 441,05   |
| 6.               | Victoria Brown (GBR)                 | 525,07   | 190  | 443,71   | 90   | 443,71   |
| 7.               | Ulrike Deppeová (FRG)                | 466,32   | 160  | 456,44   | 90   | 456,44   |
| 8.               | Bohumila Kapplová (TCH)              | 606,70   | 210  | 460,16   | 100  | 460,16   |
| 9.               | Lyn Ashtonová (USA)                  | 481,43   | 140  | 476,41   | 90   | 476,41   |
| 10.              | Martina Falkeová (GDR)               | 482,20   | 80   | —        | —    | 482,20   |
| 11.              | Sybille Boedeckerová (GDR)           | 482,88   | 100  | 526,10   | 200  | 482,88   |
| 12.              | Danielle Kamberová (SUI)             | 521,81   | 150  | 585,86   | 200  | 521,81   |
| 13.              | Heather Goodmanová (GBR)             | 527,50   | 170  | 549,92   | 180  | 527,50   |
| 14.              | Cynthia Goodwinová (USA)             | 576,80   | 240  | 528,50   | 200  | 528,50   |
| 15.              | Louise Holcombeová (USA)             | 697,20   | 310  | 532,30   | 120  | 532,30   |
| 16.              | Ludmila Polesná (TCH)                | 537,47   | 110  | 641,90   | 290  | 537,47   |
| 17.              | Rosine Rolandová (BEL)               | —        | —    | 552,03   | 170  | 552,03   |
| 18.              | Barbara Sattlerová (AUT)             | 557,67   | 170  | 568,88   | 190  | 557,67   |
| 19.              | Biruta Chercevová-Chercbergová (URS) | 614,42   | 220  | 658,54   | 260  | 614,42   |
| 20.              | Elisabeth Käserová (SUI)             | 632,88   | 260  | —        | —    | 632,88   |
| 21.              | Pauline Goodwinová-Squiresová (GBR)  | —        | —    | 673,60   | 300  | 673,60   |
| 22.              | Růžena Novotná (TCH)                 | 709,62   | 240  | 679,80   | 150  | 679,80   |